# Orchis spuria
Orchis spuria är en orkidéart som beskrevs av Heinrich Gustav Reichenbach. Orchis spuria ingår i släktet nycklar, och familjen orkidéer. Inga underarter finns listade i Catalogue of Life.

## Bildgalleri

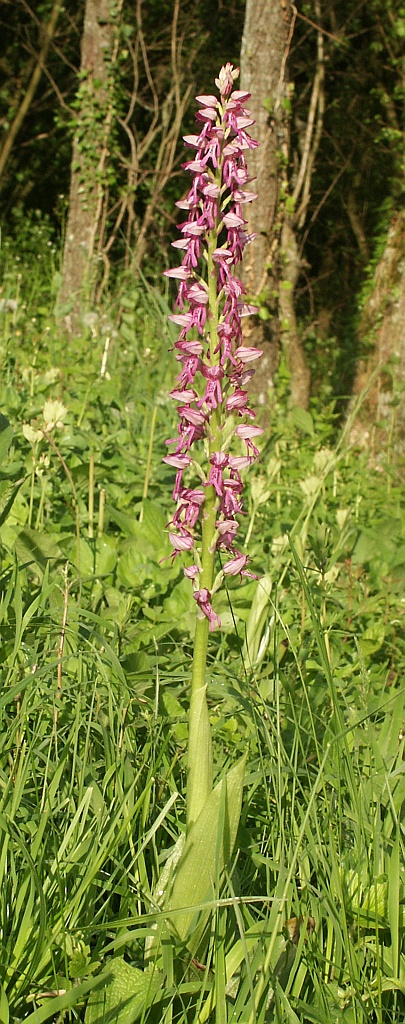
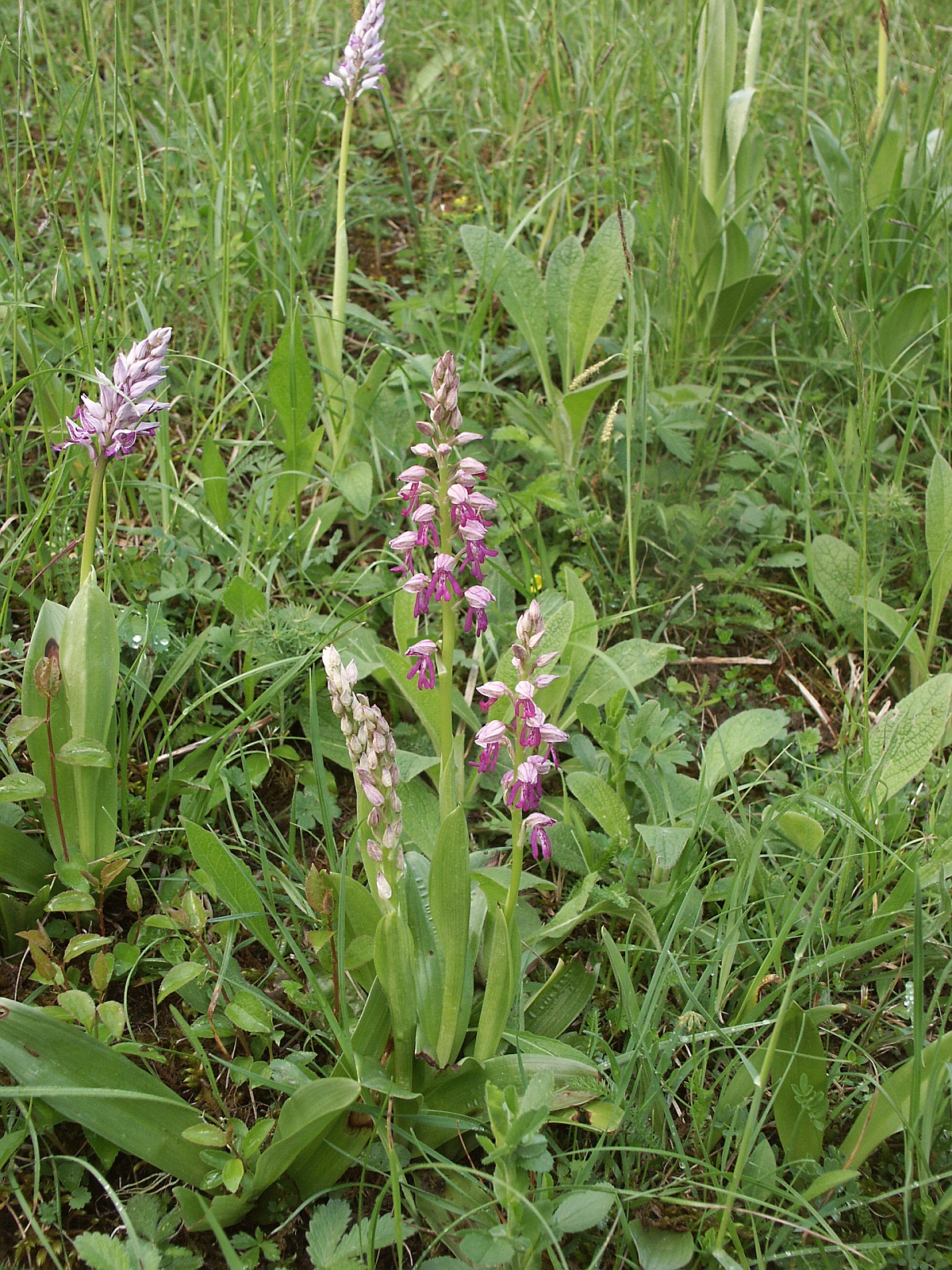
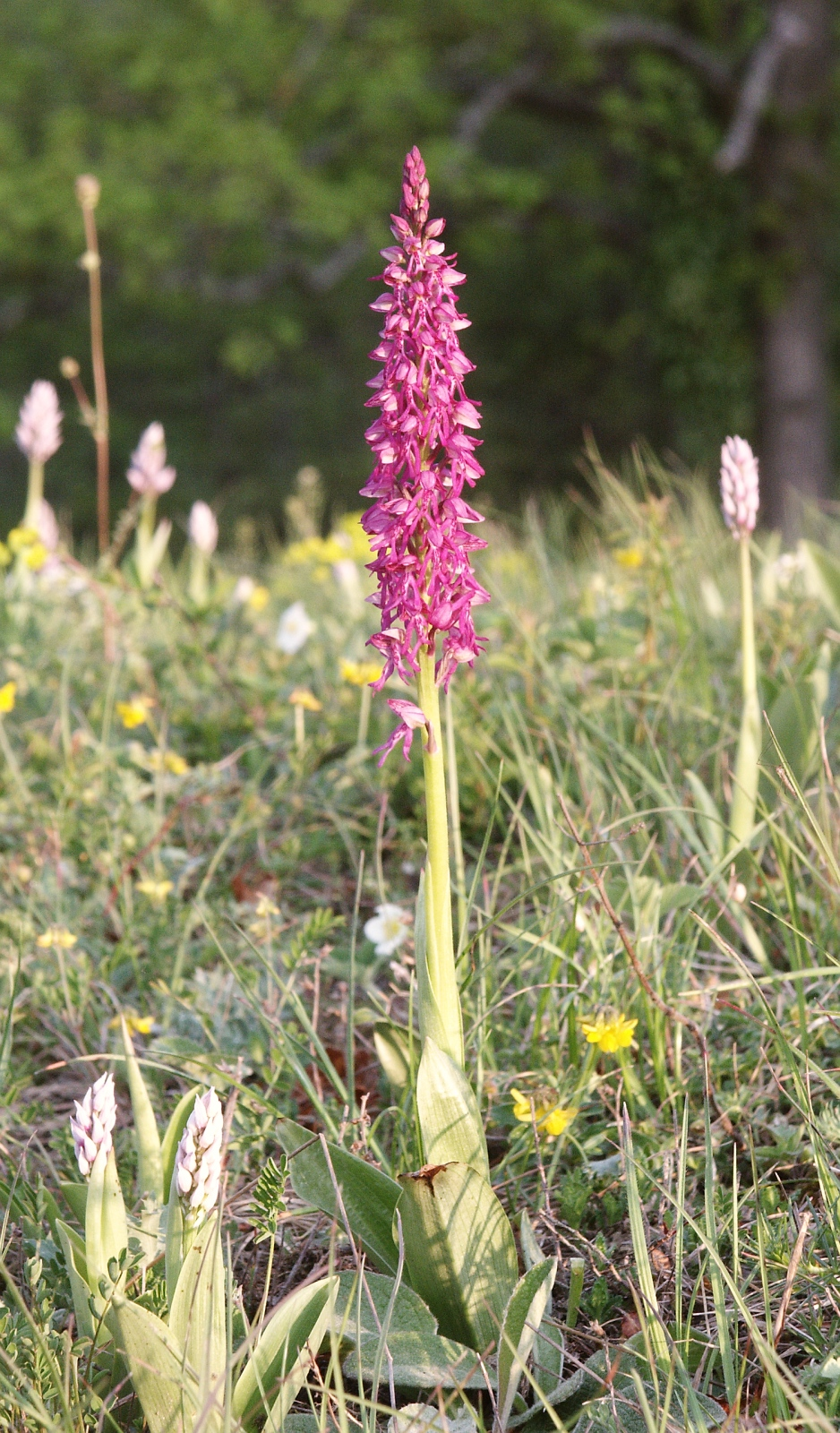
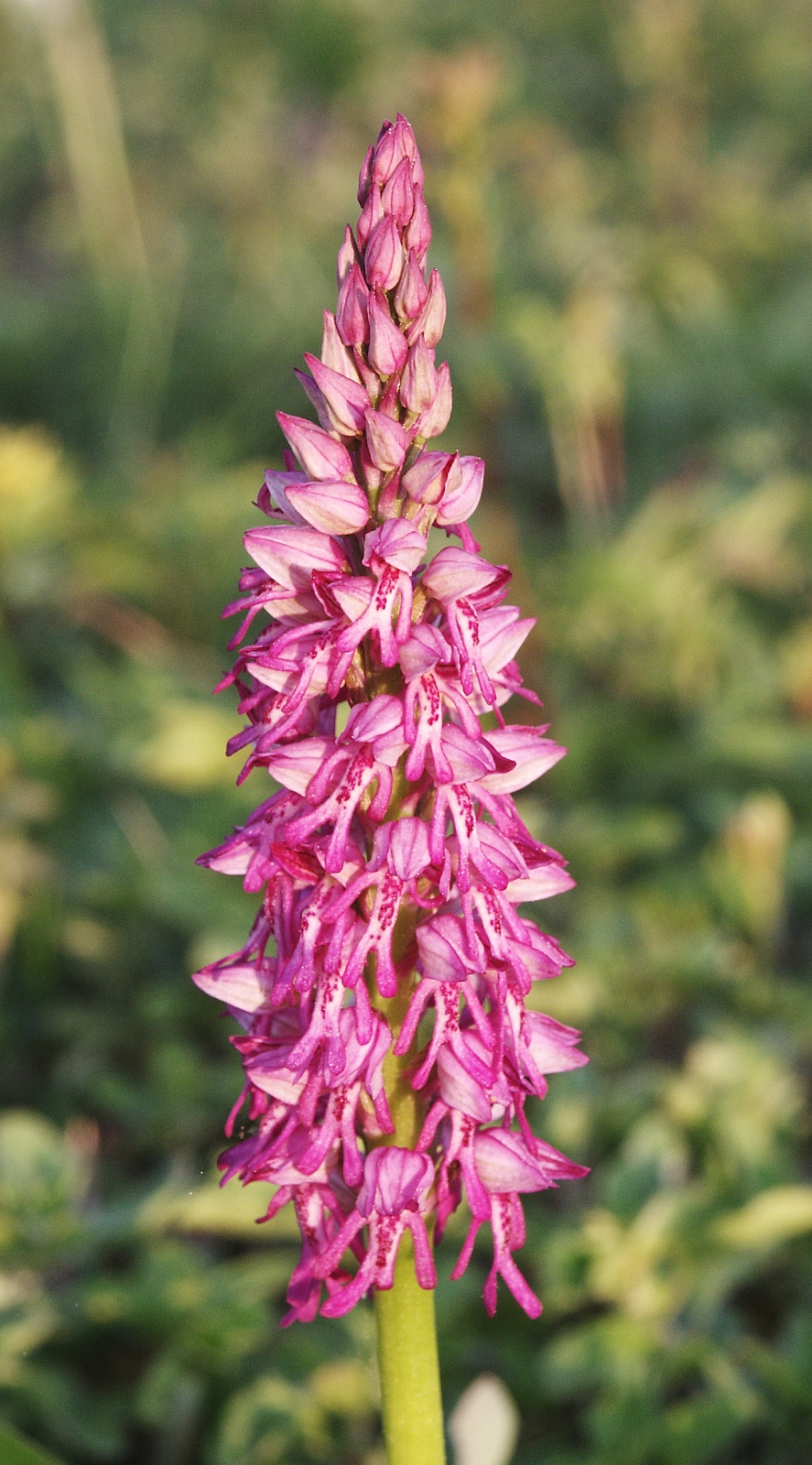
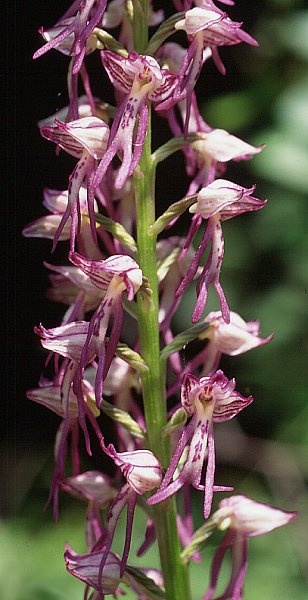
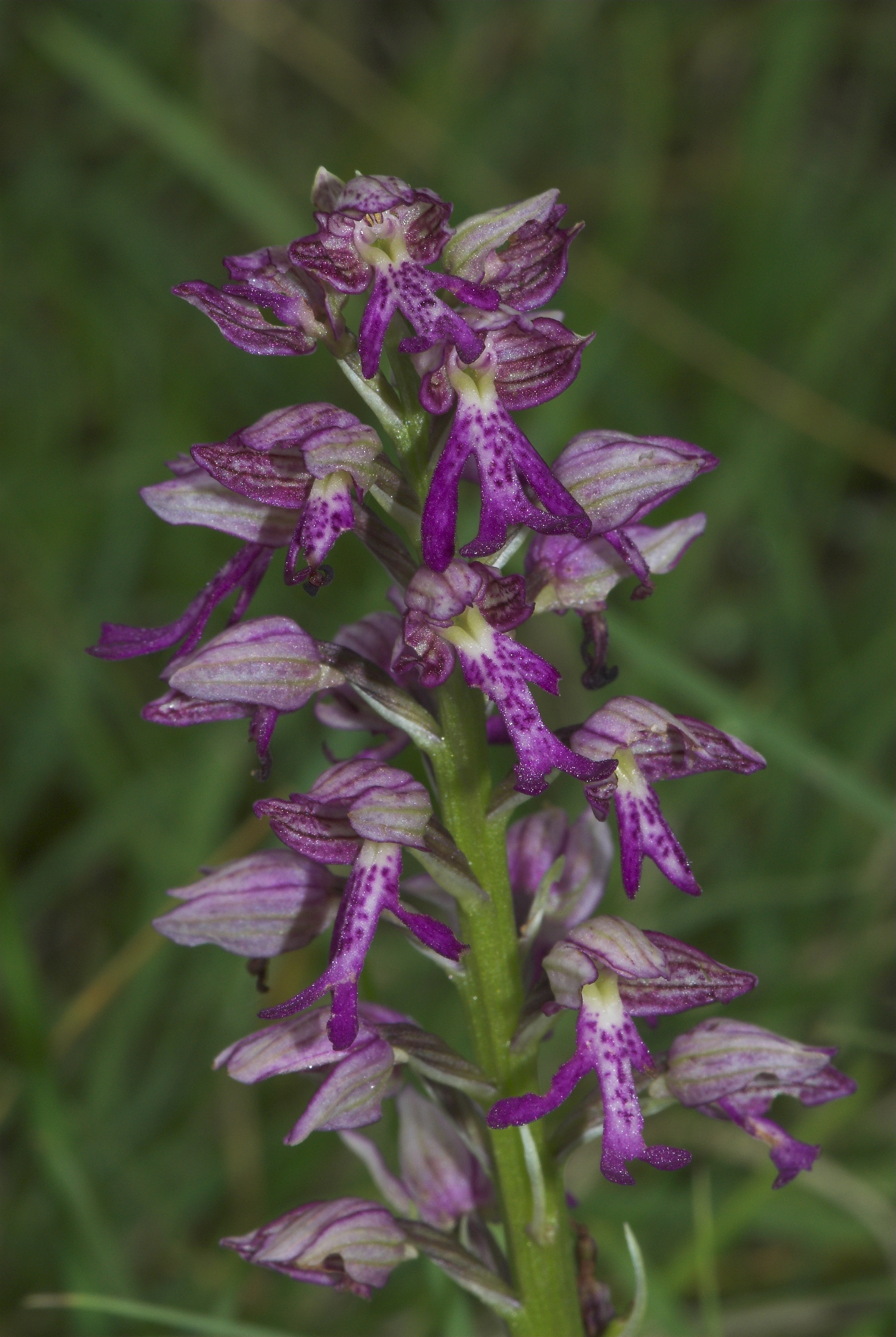